# Dolicholaimus marioni
Dolicholaimus marioni är en marin rundmask som beskrevs 1888 av De Man. Arten placeras i släktet Dolicholaimus och familjen Ironidae, men vissa auktoriteter placerar den i familjen Dorylaimidae. Arten är reproducerande i Sverige. Inga underarter finns listade i Catalogue of Life.